# Kim Richards
Kim Richards (ur. 19 września 1964 w Mineola w stanie Nowy Jork, USA) – amerykańska aktorka, dwukrotnie (1984, 1985) nominowana do Nagrody Młodych Artystów za gościnne występy w serialach The Mississippi oraz Magnum.
Siostra aktorek, Kyle Richards i Kathy Hilton; ciotka Paris i Nicky Hilton.

## Wybrana filmografia
- 2015: Rekinado 3: O rybia płetwa (film telewizyjny) jako Babs Jensen
- 2015: Zemsta (serial, 2011-2015) jako Stephanie (1 odcinek)
- 2009: Góra Czarownic (film) jako Tina
- 2006: Jęk czarnego węża (film) jako Sandy
- 1984: Pulpety II (film) jako Cheryl
- 1982: Magnum (serial, 1980-1988) jako Carrie Reardon (1 odcinek)
- 1982: Statek miłości (serial, 1977-1987) jako Gail / Lilian Gerber (1 odcinek)
- 1978: Powrót z Góry Czarownic (film) jako Tia
- 1975: Ucieczka na Górę Czarownic (film) jako Tia
- 1975: Ulice San Francisco (serial, 1972-1977) jako Julie Todd (1 odcinek)
- 1974: Domek na prerii (serial, 1974-1983) jako Olga Nordstrom (1 odcinek)